# EDA Rhinos
EDA Rhionos (義大犀牛), antigamente conhecido como Jungo Bears e Sinon Bears, é uma das quatro equipes de Beisebol de Taiwan. A equipe é de propriedade da Sinon Corporation e a maioria dos seus jogos são no seu estádio, o Taichung Baseball Stadium Intercontinental, que fica na própria cidade de Taichung.

## História
Época Jungo (1993-1995)
O Jungo Bears(俊 国 熊) existiu na Liga de Beisebol Profissional Chinesa entre 1993 e 1995. Foi originalmente formado como um clube amador pela Jungo Corporation em Taichung, em 1989. O clube foi profissionalizado em 1992 - após a contratação de um grupo de jogadores de um time de beisebol, o Chinese Taipei National Baseball Team - e ganhou a medalha de prata nos Jogos Olímpicos de Verão de 1992.
Apesar de um bom começo, o clube teve um mau desempenho ao longo de sua curta história, principalmente devido aos controversos estilos de liderança da Jungo Corporation. Depois de problemas sobre os direitos de transmissão de TV e da distribuição dos Royalties destas transmissões, em novembro de 1995, as outras cinco equipes da CPBL (Chinese Professional Baseball League) expulsaram Chen I-ping (seu presidente) e a Jungo Corporation de todos os direitos legais dentro da liga.
A Sinon Corporation assumiu em junho de 1996 a equipe e renomeou-a de Sinon Bears.
A Era Sinon (1996 - atual)
O Sinon Bulls foi fundado em 1996 e é de propriedade da Sinon Corporation que é conhecida por suas linhas de produtos agrícolas, seguros e redes de supermercados.
Depois de uma primeira temporada fraca; os Bulls tiveram, na segunda metade da temporada de 1997, um recorde de vitórias consecutivas e conseguiram a façanha de terminar uma temporada inteira pela primeira vez em 1998. Foi nessa época que os Bulls foram a final do Campeonato de Chinês pela primeira vez, perdendo para a extinta Wei Chuan Dragons por quatro jogos a três.
O Sinon Bulls foi para as finais em 2000 e 2003 mas perdeu todas as vezes.
Em 2004, os Bulls finalmente avançaram no campeonato com uma emocionante série de sete vitórias seguidas que deixou a cidade de Taichung em êxtase. Os Bulls ganharam todos os jogos do Macoto Cobras na Tawain Series e participaram das finais nos quatro anos seguidos (2003-2006), um recorde no Campeonato Profissional Chinês de Beisebol. Ele compartilha esse recorde com o Wei Chuan Dragons, que também participou em quatro rodadas finais consecutivas de 1996-1999.
Após sua série de vitórias em Taiwan em 2005 os Bulls participaram da primeira Copa Anual de Konami, no Japão. Eles derrotaram uma equipe de estrelas da liga chinesa, mas perderam para os campeões do Japão e da Coréia do Sul.
Predefinição:Baseball uniform

## Regular Season
| Season      | Wins       | Losses     | Ties    | Pct.             | Place     |
| ----------- | ---------- | ---------- | ------- | ---------------- | --------- |
| Jungo Bears |            |            |         |                  |           |
| 1993        | 40 (21/19) | 47 (24/23) | 3 (0/3) | .460 (.467/.452) | 4 (4/4)   |
| 1994        | 29 (14/15) | 59 (31/28) | 2 (0/2) | .330 (.311/.349) | 6 (6/6)   |
| 1995        | 40 (19/21) | 58 (30/28) | 2 (1/1) | .408 (.388/.429) | 6 (6/6)   |
| Sinon Bulls |            |            |         |                  |           |
| 1996        | 28 (14/14) | 69 (36/33) | 3 (0/3) | .289 (.280/.298) | 6 (6/6)   |
| 1997        | 45 (20/25) | 48 (26/22) | 3 (2/1) | .484 (.435/.532) | 3 (5/3)   |
| 1998        | 58         | 45         | 2       | 0.563            | 1         |
| 1999        | 30         | 61         | 2       | 0.330            | 6         |
| 2000        | 51 (27/24) | 38 (17/21) | 1 (1/0) | .573 (.614/.533) | 1 (1/2)   |
| 2001        | 34 (17/17) | 51(25/26)  | 5 (3/2) | .400 (.405/395)  | 4 (4/4)   |
| 2002        | 44 (21/23) | 45 (23/22) | 1 (1/0) | .494 (.477/.511) | 3 (3/3)   |
| 2003        | 62 (34/28) | 32 (15/17) | 6 (1/5) | .660 (.695/.622) | 2 (1/3)   |
| 2004        | 52 (25/27) | 43 (22/21) | 5 (3/2) | .547 (.532/.563) | 2 (2/1)   |
| 2005        | 53 (28/25) | 42 (21/21) | 6 (2/4) | .558 (.571/.543) | 1 (2/1)   |
| 2006        | 48 (25/23) | 49 (23/26) | 3 (2/1) | .495 (.521/.469) | 3 (3/3)   |
| 2007        | 42 (24/18) | 57 (25/32) | 1 (1/0) | .424 (.490/390)  | 6 (4/6)   |
| 2008        | 37 (19/18) | 61 (30/31) | 1 (1/0) | .378 (.388/.367) | 6 (6/5)   |
| 2009        | 57 (29/28) | 60 (29/31) | 3 (2/1) | .487 (.500/.475) | 3 (3/3)   |
| 2010        | 65 (36/29) | 53 (23/30) | 2 (1/1) | .551 (.610/.492) | 1 (1/3)   |
| 2011        | 45 (20/25) | 72 (38/34) | 3 (2/1) | .385 (.345/.424) | 4 (4/4)   |
| 2012        | 38 (22/16) | 77 (35/42) | 5 (3/2) | .331 (.386/.276) | 4 (4/4)   |
| EDA-Rhinos  |            |            |         |                  |           |
| 2013        | 62 (35/27) | 57 (24/33) | 1 (1/0) | .521 (.593/.450) | 2.5 (1/4) |

## Playoffs
| Season      | First Round         | First Round    | First Round    | Taiwan Series       | Taiwan Series | Taiwan Series |            |
| Season      | Opponent            | Wins           | Losses         | Opponent            | Wins          | Losses        |            |
| ----------- | ------------------- | -------------- | -------------- | ------------------- | ------------- | ------------- | ---------- |
| Sinon Bulls |                     |                |                |                     |               |               |            |
| 1998        | Seeded first        | Seeded first   | Seeded first   | Wei Chuan Dragons   | 3             | 4             |            |
| 2000        | No first round      | No first round | No first round | Uni-President Lions | 3             | 4             |            |
| 2003        | No first round      | No first round | No first round | Brother Elephants   | 2             | 4             |            |
| 2004        | No first round      | No first round | No first round | Uni-President Lions | 4             | 3             |            |
| 2005        | Seeded first        | Seeded first   | Seeded first   | Macoto Cobras       | 4             | 0             |            |
| 2006        | Uni-President Lions | 0              | 3              | Eliminated          | Eliminated    | Eliminated    |            |
| 2010        | No first round      | No first round | No first round | Brother Elephants   | 0             | 4             |            |
| EDA Rhinos  |                     |                |                |                     |               |               |            |
| 2013        | Uni-President Lions | 0              | 4              | Eliminated          | Eliminated    | Eliminated    | Eliminated |

## Asia Series
| Year        | Round Robin | Round Robin | Round Robin | Chaniponship Round | Chaniponship Round |
| Year        | Wins        | Losses      | Standing    | Opponent           | Result             |
| ----------- | ----------- | ----------- | ----------- | ------------------ | ------------------ |
| Sinon Bulls |             |             |             |                    |                    |
| 2005        | 1           | 2           | 3           | Eliminated         | Eliminated         |
| EDA Rhinos  |             |             |             |                    |                    |
| 2013        | 0           | 2           | 3           | Eliminated         | Eliminated         |